# Міністерства в тисяча дев'ятсот вісімдесят четвертому
Міністерство правди, Міністерство миру, Міністерство любові та Міністерство достатку — це чотири міністерства уряду Океанії в романі- антиутопії 1949 року Джорджа Орвелла «1984» . 
Міністерство миру займається війною, Міністерство правди — брехнею, Міністерство любові — катуванням, а Міністерство достатку — голодом. Ці суперечності не є випадковими й не випливають із звичайної лицемірності: це навмисні вправи в двомисленні.— Part II, Chapter IX
Використання таких суперечливих назв могло бути натхненням від роботи британського та американського урядів. Під час Другої світової війни Британське Міністерство продовольства здійснювало нормування і раціонування (у Першу світову війну воно називалося «Міністерство контролю продовольства»), а Міністерство інформації обмежувало й контролювало потік новин, замість його поширення. Водночас у США Військовий департамент був ліквідований і в 1947 році замінений «Національною військовою установою», а в 1949-му перетворений на Міністерство оборони — саме напередодні виходу роману «1984».   

## Міністерство правди

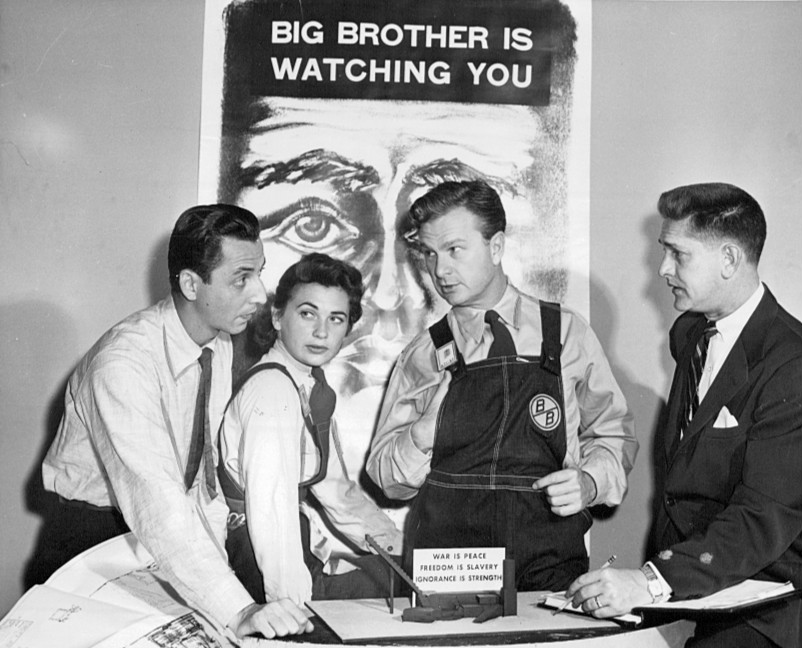
Норма Крейн (друга зліва) та Едді Альберт (третій зліва) у ролях Джулії та Вінстона Сміта, співробітників Міністерства правди, в американській телевізійній адаптації 1953 року.

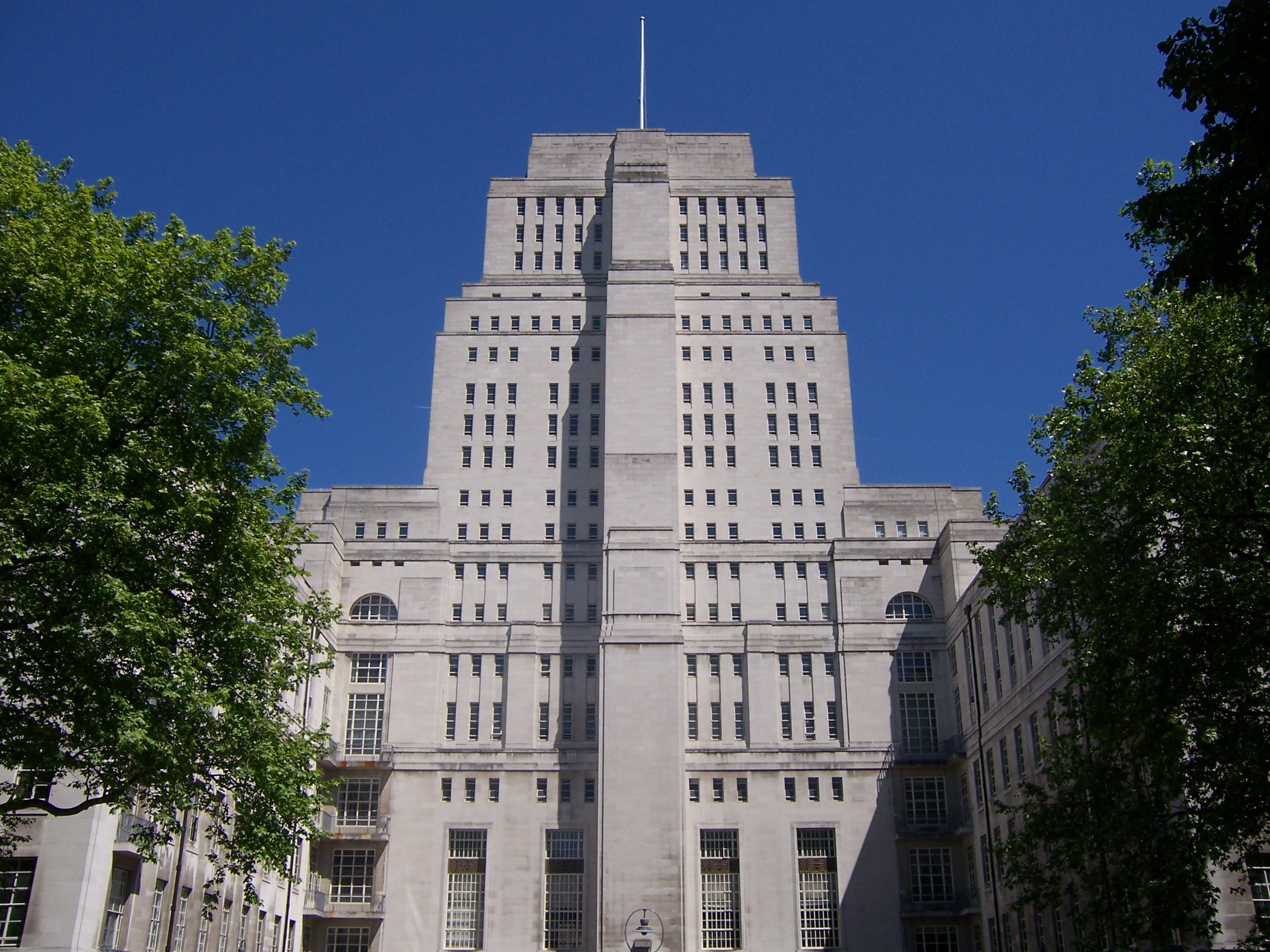
Будинок Сенату в Лондоні, де дружина Орвелла працювала в Міністерстві інформації, був його моделлю для Міністерства правди.

Міністерство правди ( новомовна : Minitrue ) — це міністерство пропаганди. Як і інші міністерства в романі, назва «Міністерство правди» є свідомим оманою, бо насправді воно відповідає за фальсифікацію історичних подій. Водночас ця назва цілком відповідає його ролі, адже саме воно визначає, що є «правдою» в Океанії.
Окрім адміністрування «правди», міністерство поширює серед населення нову мову — новомову, в рамках якої, наприклад, «правдою» вважаються твердження на кшталт 2 + 2 = 5, коли цього вимагає ситуація. Відповідно до концепції двомислення, назва міністерства цілком виправдана, адже воно створює й виробляє «правду» в новомовному сенсі цього слова. У книзі також описується фальсифікація історичних записів задля демонстрації схваленого урядом варіанту подій.

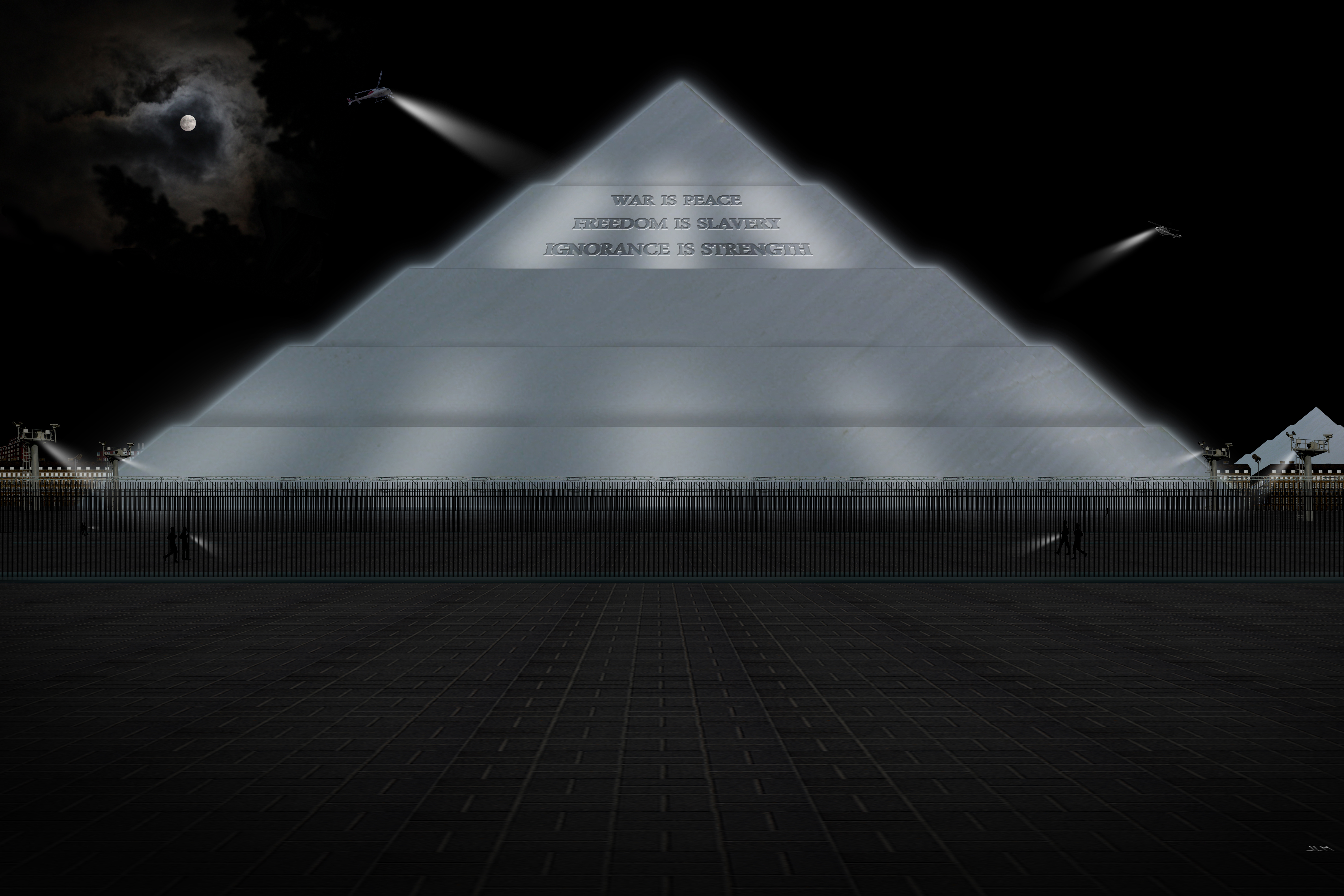
Художнє зображення будівлі Міністерства Правди

### Опис
Вінстон Сміт, головний герой роману, працює в Міністерстві правди [1]. Це величезна пірамідальна споруда з блискучого білого бетону заввишки 300 м (980 футів), що налічує понад 3000 кімнат над землею. На зовнішній стіні викарбовані три гасла Партії: «WAR IS PEACE», «FREEDOM IS SLAVERY» і «IGNORANCE IS STRENGTH». Існує також велика підземна частина, ймовірно обладнана величезними крематоріями, де документи знищують після їх вкидання у «дірки пам’яті». Для опису цієї будівлі Орвелл надихався Будівлею Сенату Лондонського університету [2]. 

### Роль в інформації
Міністерство правди займається засобами масової інформації, розвагами, образотворчим мистецтвом та навчальною літературою. Його мета — переписувати історію й змінювати факти так, щоб вони відповідали доктрині Партії задля пропаганди. Наприклад, якщо Великий Брат дає прогноз, який виявляється хибним, співробітники Міністерства правди виправляють записи, аби зробити їх «точними». Саме це пояснює «як» існування Міністерства правди. Водночас Орвелл розкриває й глибший сенс — «чому» воно існує: підтримувати ілюзію абсолютної безпомильності Партії та викликати до неї беззаперечну довіру. Партія не може дозволити собі здаватися такою, що змінює рішення (наприклад, у своїх постійних переоцінках ворогів у часи війни) чи помиляється (звільняє посадовця або дає хибний прогноз щодо постачання), бо це б виставляло її слабкою; щоб зберегти владу, вона має виглядати вічно правою і сильною.

### Підрозділи
Нижче перераховані відділи або відділи міністерства, згадані в тексті:
- Відділ записів (новомова: Рекдеп)
- Відділ художньої літератури (новомова: Фікдеп)
- Відділ телепрограм (новомова: Теледеп)
- Секція порнографії — виключно для споживання простолюдами (новомова: Порносек)

Міністерство миру (новомова: Мініпакс) виконує функції воєнного відомства уряду Океанії та відповідає за збройні сили, насамперед флот і армію. Міністерство миру, ймовірно, є найважливішим органом Океанії, адже країна нібито веде постійну геноцидну війну то з Євразією, то зі Східазією, і головне не здобути остаточної перемоги, а підтримувати війну в стані постійної рівноваги.
Як пояснюється в книзі Емануеля Ґолдштейна «Теорія та практика олігархічного колективізму», Міністерство миру (новомова: Мініпакс) ґрунтується на принципі вічної війни. Вічна війна споживає всі надлишкові ресурси, утримуючи більшість громадян у постійних злиднях і тим самим не даючи їм змоги здобути достатньо знань для усвідомлення істинної природи свого суспільства. Постійні воєнні дії також «допомагають зберегти особливу ментальну атмосферу, необхідну для ієрархічного суспільства». Оскільки баланс країни залежить від війни, Міністерство миру відповідає за ведення бойових дій (насамперед в Африці та Індії), стежачи при цьому, щоб жодна зі сторін остаточно не перемогла. Телеекрани Океанії зазвичай транслюють новини про те, що Океанія постійно перемагає в усіх битвах, але ці повідомлення мають мало довіри.
Як і всі інші міністерства в романі «1984», Міністерство миру має назву, що є точною протилежністю його справжнім функціям, адже воно відповідає за підтримання стану війни. Поняття «мир» ототожнюється з поняттям «війна» в гаслі Партії «Війна — це мир». Як і назви інших міністерств, ця назва також має пряме значення: вічна війна саме утримує «мир» (статус-кво) в Океанії та баланс сил у світі, а оскільки інші великі держави також використовують постійні воєнні дії як засіб збереження статус-кво, ці два поняття функціонально тотожні.

## Міністерство любові
Міністерство любові (новомова: Мінілав) виконує функції міністерства внутрішніх справ Океанії. Воно забезпечує лояльність до Великого Брата страхом, підкріпленим потужним апаратом безпеки та репресій, а також систематичним промиванням мізків. Споруда Мінілаву практично позбавлена вікон і оточена колючим дротом, сталевими дверима, прихованими кулеметними гніздами та охоронцями зі «суглобовими кийками». Назване «місцем, де немає темряви», його внутрішнє освітлення ніколи не вимикається. Це, можливо, наймогутніше з усіх міністерств — воно контролює волю населення. Поліція думок є зовнішнім проявом діяльності Мінілаву.
Міністерство любові, як і інші міністерства, має помилкову назву, адже відповідає за спричинення нещасть, страху, страждань і катувань. Водночас ця назва є влучною, бо його кінцева мета — вселити в серця мислепреступників любов до Великого Брата (єдину форму кохання, дозволену в Океанії) під час процесу повернення їх до ортодоксальних поглядів перед стратою. Це типовий приклад новомови, де слова й назви часто містять ідею та її протилежність; ортодоксальні члени партії, однак, вирішують ці суперечності шляхом дисциплінованого застосування двомислення.

### Кімната 101
Кімната 101 (вимовляється «ван-о-ван» [1]), представлена в кульмінації роману, є підвальним камерою катувань у Міністерстві любові, де Партія намагається піддати в’язнів їхньому найстрашнішому кошмару, страху чи фобії з метою остаточно зламати їхній останній спротиву.
«Ти одного разу запитав мене, що знаходиться в Кімнаті 101. Я відповів, що ти й так знаєш відповідь. Усі це знають. Те, що в Кімнаті 101, — це найстрашніше, що може бути у світі.»— O'Brien, Part III, Chapter V
Нібито всезнання держави в суспільстві роману «1984» настільки глибоке, що Партія знає навіть кошмари своїх громадян. Кошмаром Вінстона Сміта, а отже й загрозою покарання, є напад щурів. У «Кімнаті 101» це реалізується так: перед Смітом ставлять дротяну клітку з двома великими щурами. Передня стінка клітки має форму, що щільно прилягає до обличчя людини; потім відкривається люк, і щури можуть роздерти обличчя жертви. Коли клітка надягнута на обличчя самого Сміта, він рятує себе лише тим, що благає піддати такій муці його кохану Джулію замість нього. Саме ця загроза тортур і готовність Вінстона пожертвувати єдиною людиною, яку він любив, зрештою зламали його останню обіцянку — ніколи не зраджувати Джулію. У книзі також натякається, що Джулія потрапляє до своєї власної «Кімнати 101» й зазнає найбільшого страху (хоча його не розкривають); коли вони знов зустрічаються в парку, Вінстон помічає на її лобі шрам. Мета такого шантажу щурами — зламати дух Вінстона, примусивши його зрадити ту єдину людину, яку він справді любив, і таким чином досягти повної його покірності.
Орвелл назвав «Кімнату 101» на честь конференц-зали в будівлі Broadcasting House Британської корпорації «BBC», де йому доводилося слухати довгі нудні наради. 

## Міністерство достатку

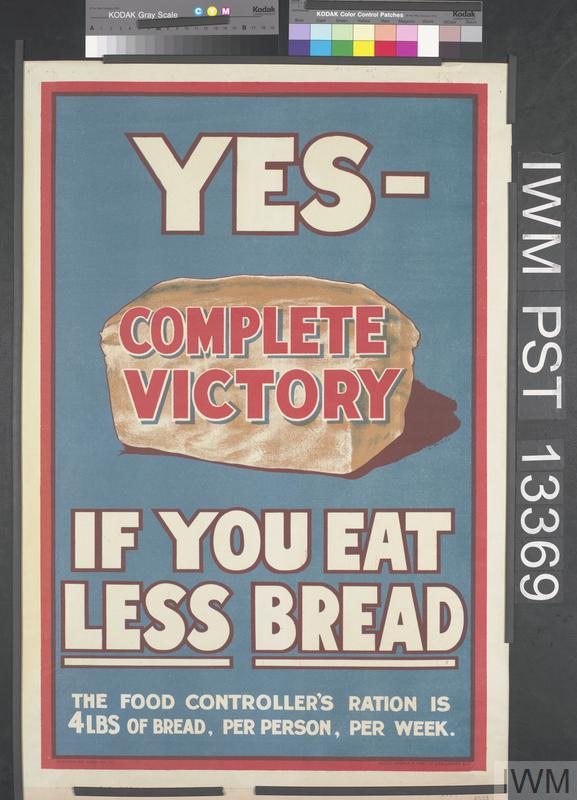
Британський плакат із нормуванням Другої світової війни

ММіністерство достатку (новомова: Мініпленті) контролює командну економіку Океанії й відповідає за нормування продовольства, матеріалів та товарів. Як викладено в книзі Емануеля Ґолдштейна, економіка Океанії є надзвичайно важливою, і населення змушене безперервно виробляти марні синтетичні товари чи озброєння для війни, водночас не маючи доступу до засобів виробництва. Це відображає головну ідею Океанії: бідне, неосвічене населення легше контролювати, ніж заможне й добре поінформоване. Телеекрани часто повідомляють, що Великий Брат нібито збільшив економічне виробництво, навіть коли воно фактично скорочується (див. § Міністерство правди).
Будь ласка, надайте сам уривок англійською, який говорить Вінстон під час корекції цифр Міністерства достатку, — тоді я зможу його перекласти українською.
«Але насправді, подумав він, коли перераховував цифри Міністерства достатку, це навіть не було фальсифікацією. Це було просто заміщення однієї нісенітниці іншою. Більшість матеріалів, з якими ти працював, не мали жодного зв’язку з реальним світом, навіть не того зв’язку, що міститься в прямій брехні. Статистика була не менш вигаданою в початковій версії, ніж у виправленій. Чимало разів від тебе очікували, що ти просто вигадаєш її на ходу.»
Як і всі інші міністерства, Міністерство достатку, здавалося б, має назву, яка зовсім не відповідає його справжнім функціям, адже насправді воно відповідає за підтримання стану вічної бідності, нестачі та фінансового дефіциту. Проте ця назва також є влучною, бо поряд із Міністерством правди інша його мета — переконати населення, що вони живуть у стані безперервного добробуту. Орвелл проводить подібну паралель і в алегоричному творі «Ферма тварин», коли під час неврожаю Наполеон-свиня наказує наповнити силос піском, а зверху засипати тонкий шар зерна, чим обдурює людських відвідувачів і вражає їх розповідями про «видатну» економіку ферми.
Один із відділів Міністерства достатку відповідає за організацію державних лотерей. Вони надзвичайно популярні серед простолюду, який купує квитки в надії виграти великі призи — марна надія, адже великі призи насправді ніколи не вручаються. Міністерство правди бере участь у цій афері, щотижня публікуючи імена неіснуючих великих переможців.
У екранізації Майкла Редфорда міністерство було перейменоване на Міністерство виробництва (новомова: Мініпрод).

## Культурний вплив
Завдяки широкій популярності роману вираз «Кімната 101» утвердився як позначення місця, де кояться неприємні речі.
- Згідно з книгою Анни Фандер «Stasiland» (2002), Еріх Мільке, останній міністр державної безпеки Східної Німеччини (Штазі), перенумерував поверхи головного офісу так, що його кабінет на другому поверсі отримав номер 101 [1].
- У британському радіо- та телешоу «Кімната 101» зірок запрошують озвучити свої найпотужніші фобії та предмети ненависті й переконати ведучого «відправити» їх у небуття — метафорично втілюючи ідею Кімнати 101 [2][3].

Джош Вілбур запропонував створити «Міністерство правди» для протидії інтернет-діпфейкам і дезінформації. [1]

### У художній літературі
У шоу «The Ricky Gervais Show» Рікі Джервейс і Стівен Мерчант грають у гру під назвою «Кімната 102», що базується на концепції «Кімнати 101», в якій Карл Пілкінґтон має вирішити, які речі він ненавидить настільки, щоб відправити їх у Кімнату 102. Згідно з правилами гри, це призвело б до того, що ці речі були б стерті з існування  
У фільмі Террі Ґілліама 1985 року «Бразилія» альтернативний дистопійний світ, у якому розгортаються події, має величезну схожість зі світом роману «1984»: він слідує за тривожним бюрократом, який працює в урядовій установі під назвою Міністерство інформації.
У 1992 році в анімаційному серіалі «Бетмен: Анімована серія» в епізоді «Що є реальністю?» Бетмен розгадує одну з загадок Загадника, що відбувається в «Кімнаті 101» в поліцейській штаб-квартирі. Там він знаходить комісара Ґордона, підданого тортурам у симуляторі віртуальної реальності, і має розв’язати низку загадок, щоб звільнити його..[джерело?]
У епізоді серіалу «Доктор Хто» 2011 року «The God Complex» Доктор та його супутники опиняються в готелі, де кожна кімната є їхньою персональною «Кімнатою 101» з урахуванням найстрашнішого їхнього страху. Власна кімната Доктора має номер 11, що є грою слів: це одночасно натяк на справжню Кімнату 101 і на те, що Метт Сміт був одинадцятим актором, який зіграв Доктора. 
Серія ігор «Helldivers» часто сатирично згадує Міністерство правди, а також такі, як Міністерство розширення й Міністерство єдності.